# Ed Piskor
Edward R. Piskor Jr. (Homestead, 28 de julho de 1982 - Munhall, 1 de abril de 2024) foi um artista americano de quadrinhos alternativos. Piskor era conhecido principalmente por seu trabalho nos títulos Hip Hop Family Tree, X-Men: Grand Design e na trilogia Red Room. Piskor também co-apresentou o canal do YouTube Cartoonist Kayfabe com o colega quadrinista Jim Rugg, nativo de Pittsburgh. Em março de 2024, Piskor foi acusado nas redes sociais de comportamento sexual impróprio. Piskor morreu em 1º de abril de 2024, aos 41 anos, horas depois de postar uma nota de suicídio nas redes sociais, defendendo-se das acusações contra ele levantadas.

## Infância e educação
Edward Piskor nasceu em Homestead, Pensilvânia, em 28 de julho de 1982. Ele era fascinado por quadrinhos por toda sua infância. Era um grande fã de quadrinhos convencionais como The Amazing Spider-Man, mas seu interesse por quadrinhos alternativos desenvolveu-se rapidamente quando, aos 9 anos, viu um documentário que apresentava Harvey Pekar lendo uma de suas histórias de American Splendor. Algumas de suas influências mais importantes foram Harvey Kurtzman, Will Eisner, Jack Kirby, Robert Crumb, Daniel Clowes, Chris Ware, Kim Deitch, Gilbert Shelton e Frank Miller.
Depois de terminar o ensino médio, Piskor frequentou a Kubert School por um ano, onde conheceu artistas de quadrinhos como Stephen R. Bissette, Thomas Yeates, John Totleben e Rick Veitch. Retornando a Pittsburgh, Piskor estabeleceu contato com outros cartunistas locais, incluindo Jim Rugg, Paulette Poullet, Pat Lewis, Tom Scioli e Mark Zingarelli.

## Carreira
Em 2003, Piskor começou a colaborar com Jay Lynch em quadrinhos para a revista Mineshaft, enquanto trabalhava em sua própria minirrevista Deviant Funnies, publicado pela primeira vez em 2004. Além disso, a minirrevista autobiográfica Isolation Chamber de Piskor foi publicada em 2004–2005.
Nesse período, Piskor começou a trabalhar com Harvey Pekar, sendo sua primeira grande tarefa ilustrar histórias de American Splendor: Our Movie Year (2004), que elabora a experiência de Pekar após o lançamento do filme American Splendor. Piskor também ilustrou a história em quadrinhos de Pekar, Macedonia, sobre "uma jovem estudante que viaja dos EUA para a Macedônia para tentar entender como o país sobreviveu ao desmembramento da Iugoslávia sem entrar em uma espiral de guerra civil como fizeram suas nações vizinhas". Pekar descreveu sua colaboração como "... uma das melhores relações de trabalho que já tive". Macedonia foi lançado em 2007 pela Villard Books. Piskor trabalhou ainda com Pekar em The Beats: A Graphic History, publicado em 2009.
De 2008 a 2011, Piskor publicou Wizzywig, sua própria série de quadrinhos sobre um prodígio que fica fascinado por engenharia social, phreaking telefônico e, por fim, hacking de computador. A coletânea de Wizzywig  foi publicada pela Top Shelf Productions em 2012.
A série Hip Hop Family Tree, de Piskor, vencedora do Eisner Award, é um relato histórico da cultura hip hop e dos artistas que moldaram o gênero. O projeto começou em janeiro de 2012, serializado por Piskor no site Boing Boing como uma "coluna contínua semi-regular" de uma página, em execução, principalmente semanalmente, até dezembro de 2015. Hip Hop Family Tree foi coletada e publicada pela Fantagraphics em quatro livros de 2013 a 2021.
De 2017 a 2019, Piskor escreveu e ilustrou X-Men: Grand Design, uma série de três volumes com foco na história dos X-Men, para a  Marvel Comics.
Em 2020, Piskor começou a serializar uma história em quadrinhos intitulada Red Room em sua página do Patreon.  A história completa foi reunida em três volumes publicados pela Fantagraphics de 2021 a 2024.
Em janeiro de 2024, Piskor começou a postar uma história em quadrinhos diária online, Switchblade Shorties, que acompanhava as (des)venturas de cinco garotas travessas na década de 1990. A serialização ficou inacabada com a morte de Piskor.

## Cartoonist Kayfabe
De 2019 a 2024, Piskor e Jim Rugg apresentaram o canal do Youtube Cartoonist Kayfabe,  onde revisitavam histórias em quadrinhos clássicas, discutiam os processos e histórias por trás delas e apresentavam figuras notáveis da indústria. O programa do YouTube já acumulou mais de 1.800 vídeos em sua biblioteca desde sua criação. Uma das conquistas mais destacadas da série foi reunir Kevin Eastman e Peter Laird para comentários sobre sua criação, as Tartarugas Ninja .

## Acusações e morte
Em março de 2024, a cartunista Molly Dwyer acusou Piskor de se envolver em comunicação inadequada com ela nas redes sociais em 2020, quando ela tinha 17 anos. Uma segunda cartunista chamada Molly Wright o acusou de ter oferecido a troca de um contato da indústria por um favor sexual no passado. Piskor excluiu sua conta pessoal e a do canal Cartoonist Kayfabe na rede social X. Ele também excluiu brevemente o canal Cartoonist  Kayfabe no YouTube antes de restaurá-lo com os comentários removidos. As acusações levaram ao adiamento indefinido de uma exposição com a arte de Piskor que estava programada para acontecer de 6 de abril de 2024 a agosto de 2024. Naquele mesmo dia, um repórter do noticiário da WTAE-TV informando sobre o cancelamento da exposição visitou a casa de Piskor e de seus pais. A reportagem que foi ao ar não borrou os números de ambas as casas, permitindo a identificação  delas. Em 30 de março, o co-apresentador do Cartoonist Kayfabe de Piskor, Jim Rugg, anunciou que havia decidido encerrar seu relacionamento profissional com Piskor como resultado das acusações.
Piskor morreu em 1º  de abril de 2024, em Munhall, Pensilvânia, aos 41 anos O anúncio da sua morte ocorreu várias horas depois de ele ter publicado uma nota online, insinuando a sua intenção de se matar. Ao escrever sobre a semana anterior, Piskor referiu-se às acusações, ao cancelamento de sua exposição de arte, à perda de um acordo de US$ 75.000, à separação profissional de Rugg e ao repórter que apareceu na casa dele e de seus pais e transmitiu seus endereços como sendo "demais". Ele se dirigiu diretamente a Dwyer e àqueles que ele achava que estavam esperando que isso acontecesse. Em resposta aos seus acusadores, ele afirmou que as conversas com Dwyer foram por amizade e que as duas vezes em que teve relações sexuais com Wright foram consensuais e iniciadas por ela. Perto do final de sua nota, ele se dirigiu às pessoas que o pré-julgaram e espalharam fofocas na internet, afirmando: “Fui assassinado por bullies da Internet”.

## Estilo de arte
No início de sua carreira, o trabalho de Piskor foi caracterizado como "um estilo de quadrinhos alternativos um tanto atrevido, mas muito bem-sucedido, utilizando muitos pretos sólidos, sombreamento cuidadoso e figuras apenas ligeiramente desequilibradas. Sua arte traz uma assinatura madura que não pareceria deslocada em qualquer uma das melhores editoras de quadrinhos indie dos últimos vinte anos." Seu trabalho em Macedonia foi criticado por ser "rígido" por alguns críticos mas elogiado por outros por sua "sensação elegante e nítida".

## Prêmios
Piskor recebeu o Prêmio Eisner de 2015 de Melhor Trabalho Baseado na Realidade por Hip Hop Family Tree Book 2, e o Prêmio Dragon de 2019 de Melhor Romance Gráfico por X-Men: Grand Design – Second Genesis . Além disso, ele foi indicado para vários outros prêmios:
- 2013 (indicação) Prêmio Eisner de Melhor Design de Publicação para Wizzywig (Ed Piskor e Chris Ross) [35]
- 2014:
  - (indicação) Prêmio Eisner de Melhor Lettering para Hip Hop Family Tree Book 1: 1970s–1981[36]
  - (indicação) Prêmio Eisner de Melhor Trabalho Baseado na Realidade para Hip Hop Family Tree Book 1: 1970s–1981[36]
  - (indicação) Prêmio Ignatz de Melhor Artista pela Hip Hop Family Tree Book 1: 1970-1981[37]
- Prêmio Eisner 2015 de Melhor Trabalho Baseado na Realidade para Hip Hop Family Tree Book 2: 1981–1983[38][33]
- 2016:
  - (indicação) Prêmio Eisner de Melhor Artista de Capa para Hip Hop Family Tree Book 3: 1983–1984[39]
  - (indicação) Prêmio Eisner de Melhor Trabalho Baseado na Realidade para Hip Hop Family Tree Book 3: 1983–1984[39]
- 2018 (indicação) Prêmio Eisner de Melhor Coloração para X-Men: Grand Design[40]
- Prêmio Dragon 2019 de Melhor Romance Gráfico para X-Men: Grand Design – Second Genesis[34]

## Obras

### Colaborações
- Tinnell, Robert; —; Saviuk, Alex (2005). Feast of the Seven Fishes. [S.l.]: Allegheny Image Factory
- Pekar, Harvey; Roberson, Heather; — (2007). Macedonia. New York, NY: Villard/Random House. ISBN 9780345498991. OCLC 0345498992
- Pekar, Harvey (2009).  Buhle, Paul, ed. The Beats: A Graphic History. [S.l.]: Hill & Wang. ISBN 978-0-285-63858-7 — roteiro adicional de Nancy Peters, Penelope Rosemont, Joyce Brabner, Trina Robbins, and Tuli Kupferberg; arte em boa parte de Piskor, com arte adicional de Jay Kinney, Nick Thorkelson, Summer McClinton, Peter Kuper, Mary Fleener, Gary Dumm, Lance Tooks, Jeffrey Lewis, Jerome Neukirch, Anne Timmons, and Gary Dumm.

### Projetos individuais
- Piskor, Ed (2012). Wizzywig. Marietta, Ga.: Top Shelf Productions. ISBN 9781603090971. OCLC 882988623
- Piskor, Ed (2013). Hip Hop Family Tree: 1970s–1981. Seattle, Washington: Fantagraphics Books, Inc. ISBN 9781606996904. OCLC 1416760369
- Piskor, Ed (2017). Hip Hop Family Tree: 1981–1983. Seattle, Washington: Fantagraphics Books, Inc. ISBN 9781606997567. OCLC 1104332086
- Piskor, Ed (2021). Hip Hop Family Tree: 1983–1984. Seattle, Washington: Fantagraphics Books, Inc. ISBN 9781606998489. OCLC 1409373827
- Piskor, Ed (2021). Hip Hop Family Tree: 1984–1985. Seattle, Washington: Fantagraphics Books, Inc. ISBN 9781606999400. OCLC 1410377997
- Piskor, Ed (2018). X-Men: Grand Design. New York, NY: Marvel Worldwide, Inc. ISBN 9781302904890. OCLC 1030161058
- Piskor, Ed (2018). X-Men: Grand Design – Second Genesis. New York, NY: Marvel Worldwide, Inc. ISBN 9781302904906. OCLC 1302904906
- Piskor, Ed (2019). X-Men: Grand Design – X-Tinction. New York, NY: Marvel Worldwide, Inc. ISBN 9781302904913. OCLC 1302904914
- Piskor, Ed (2021). Red Room: The Antisocial Network. Seattle, Washington: Fantagraphics Books, Inc. ISBN 9781683964681. OCLC 1241071023
- Piskor, Ed (2022). Red Room: Trigger Warnings. Seattle, Washington: Fantagraphics Books, Inc. ISBN 9781683965602. OCLC 1285123629
- Piskor, Ed (2024). Red Room: Crypto Killaz!. Seattle, Washington: Fantagraphics Books, Inc. ISBN 9781683969303. OCLC 1390189451